# Die Geschichte der Molly X
Die Geschichte der Molly X (Originaltitel: The Story of Molly X) ist ein US-amerikanischer Kriminalfilm aus dem Jahr 1949 von Crane Wilbur mit June Havoc in der Titelrolle. Der Film noir wurde von Universal-International Pictures produziert.

## Handlung
Nach der Ermordung ihres Ehemannes, eines Gangsterbosses, übernimmt Molly X die Führung der Bande in San Francisco. Die Gangmitglieder akzeptieren Molly. Nur Anne, Freundin von Rod, hat Vorbehalte, da sie glaubt, dass Molly an Rod interessiert sei. Die Gang plant, einen Juwelier auszurauben. Bei dem Einbruch wird ein Alarm ausgelöst, bei dem ein Betäubungsgas versprüht wird. Einer Männer, Cash Brady, atmet das Gas ein und bricht zusammen. Die Gang flüchtet und lässt Brady zurück. Molly verdächtigt Anne, den Alarm wissentlich ausgelöst zu haben. Rod gesteht, Molly zu lieben und ihren Mann umgebracht zu haben. Molly erschießt Rod, zur gleichen Zeit taucht Brady auf, der der Polizei entkommen konnte. Brady bringt Rods Leiche weg und deponiert die Tatwaffe in einer Telefonzelle in der Lobby von Mollys Appartementhaus. 
Molly wird von Captain Breen festgenommen. Nachdem Rods Leiche gefunden wird, verhört er Molly, doch diese schweigt. Anne besucht Molly im Gefängnis und schwört Rache. Molly kommt vor Gericht und wird wegen des versuchten Raubes verurteilt. Sie muss ihre Strafe im Frauengefängnis Tehachapi absitzen. Dort sind sich die Bediensteten sicher, dass Molly vor etwas Angst hat und etwas verbirgt. Tatsächlich hat Molly Angst, dass die Polizei die Tatwaffe findet und sie dann wegen Mordes angeklagt wird. Molly überwindet ihre Angst und wird mit der Zeit produktiver und umgänglicher.
Nach sechs Monaten wird Molly bei einer Anhörung offenbart, dass sie sieben Jahre in Haft bleiben wird, sie aber die Möglichkeit habe, durch gute Führung vorzeitig nach drei Jahren entlassen zu werden. Mollys Ängste kommen wieder auf, als Anne eingeliefert wird, die sich freiwillig bei einer Straftat erwischen ließ und sich nun an Molly rächen will. Noch vor Mollys Anhörung vor der Bewährungskommission werden Diebstähle im Gefängnis begangen. Das Diebesgut wird in Mollys Zelle gefunden. Molly kann ihre Mitgefangenen von ihrer Unschuld überzeugen und Anne zu einem Geständnis bewegen. 
Molly wird auf Bewährung entlassen. Sie wird nach Los Angeles geschickt, darf die Stadt nicht verlassen und keinen Kontakt zu ihren alten Gangmitgliedern aufnehmen. Sie findet Arbeit beim Kleiderfabrikanten Chris Revo, mit dem sie sich bald darauf verabredet. Kurz darauf informiert sie Anne, dass Brady wegen Mordes festgenommen wurde. Anne weiß, dass Molly ihre Rückkehr nach San Francisco plant und benachrichtigt Captain Breen. Breen folgt Molly, die die Pistole aus der Telefonzelle holt. Zu Breens Überraschung geht sie mit der Waffe ins Polizeipräsidium, um sich dort zu stellen. Brady wird hinzugezogen, der den Mord an Rod gesteht. Molly protestiert, um zu verhindern, dass Brady für einen Mord, den er nicht begangen hat, angeklagt wird. Brady erklärt, dass sie Rod nur verletzt hat und er ihn letztendlich getötet habe. Breen bezeugt, dass aus Cashs Pistole die tödliche Kugel abgefeuert wurde. Der überwältigten Molly wird klar, dass sie nun ein ehrliches Leben beginnen kann. 

## Produktion

### Hintergrund
Gedreht wurde der Film von Anfang Juli bis Anfang August 1949 in den Universal-Studios in Universal City. Einem Bericht des Magazins Newsweek vom 26. Dezember 1949 zufolge wurden Teile des Films am Tehachapi-Fraueninstitut gedreht.
Die Titelrolle sollte ursprünglich von Ginger Rogers gespielt werden, die jedoch Terminschwierigkeiten die Rolle zurückgeben musste.

### Stab
Bernard Herzbrun und Emrich Nicholson oblag die künstlerische Leitung. Russell A. Gausman und A. Roland Fields waren für das Szenenbild zuständig, Rosemary Odell für die Kostüme, Bud Westmore für das Maskenbild. Verantwortliche Toningenieure waren Leslie I. Carey und Glenn E. Anderson. Dewey Starkey arbeitete als Produktionsmanager, Jesse Hibbs als Regieassistent. 

### Besetzung
In kleinen nicht im Abspann erwähnten Nebenrollen traten Eleanor Audley und Richard Egan in ihren ersten Filmrollen, sowie Kathleen Freeman, Isabel Jewell und Hal March auf.

## Veröffentlichung
Die Premiere des Films fand im November 1949 statt. In der Bundesrepublik Deutschland wurde er am 23. August 1984 im deutschen Fernsehen erstmals ausgestrahlt.

## Kritiken
Das Lexikon des internationalen Films schrieb: „Nach spannendem Beginn verflacht der durchschnittlich inszenierte, in der Charakterzeichnung oberflächliche Kriminalfilm zusehends.“
Bosley Crowther von der The New York Times befand, der Film transportiere mehr Gefühl als Überzeugung. Kurz gesagt, es gebe nur wenig Inhalt und Spannung.
Der Kritiker des TV Guide sah eine June Havoc, die alles versuche, aber nicht viel mit dem schwachen Drehbuch anfangen könne.